# Ak (Name)
Ak ist ein türkischer weiblicher Vorname und Familienname mit der Bedeutung „weiß“; „rein, unbefleckt“.

## Namensträger

### Familienname
- Ahmet Ak (* 1966), türkischer Ringer
- Anatole Ak (* 1956), österreichischer Maler
- Aytaç Ak (* 1985), türkischer Fußballspieler
- Çağan Efe Ak (* 2007), türkischer Kinderdarsteller
- Derya Pınar Ak (* 2003), türkische Schauspielerin
- Orhan Ak (* 1979), türkischer Fußballspieler
- Suad Ak (* 2002), deutscher Futsal- und Fußballspieler

## Varianten
Mit dem Element Ak = „weiß“ bzw. „rein“ sind u. a. folgende türkische Personennamen gebildet:
Akay, Akbay, Akbulut, Akça, Akçam, Akçay, Akdağ, Akdemir, Akdoğan, Akgül, Akgün, Akkan, Akman, Akpınar, Aksoy, Aksu, Aktaş, Aktuna, Aktürk, Akyıldız, Akyol, Akyüz